# 13088 Filipportera
13088 Filipportera (1992 PB1) là một tiểu hành tinh vành đai chính được phát hiện ngày 8 tháng 8 năm 1992 bởi E. W. Elst ở Caussols.